# Ермакова, Агафья Петровна
Агафья Петровна Ермакова (1919—1976) — советский хозяйственный, государственный и политический деятель, Герой Социалистического Труда.

## Биография
Родилась в Татаринове в 1919 году. Член ВКП(б).
С 1931 года — на хозяйственной, общественной и политической работе. В 1931—1963 гг. — работница, звеньевая полеводческой бригады местного колхоза имени Будённого Можайского района, уходила с колхозным стадом в эвакуацию, бригадир и врио председателя колхоза имени Будённого Можайского района.
Указом Президиума Верховного Совета СССР от 4 марта 1949 года присвоено звание Героя Социалистического Труда с вручением ордена Ленина и золотой медали «Серп и Молот».
Избиралась депутатом Верховного Совета РСФСР 3-го, 4-го, 5-го созывов.